# Hořehledy
Hořehledy (německy Horschechled) jsou vesnice, část města Spálené Poříčí v okrese Plzeň-jih v Plzeňském kraji. Leží přibližně tři kilometry východně od Spáleného Poříčí při ústí Mítovského potoka do Bradavy. Na kraji vesnice je devítijamkové golfové hřiště.

## Historie
První písemná zmínka o vesnici pochází z roku 1379 (Horziehledi). Jako další historické názvy se uvádí Vořehledy, Ořehledy nebo Vohřeledy.
V roce 2016 bylo v Hořehledech otevřeno informační středisko CHKO Brdy.

## Obyvatelstvo
| Rok            | 1869 | 1880 | 1890 | 1900 | 1910 | 1921 | 1930 | 1950 | 1961 | 1970 | 1980 | 1991 | 2001 | 2011 | 2021 |
| -------------- | ---- | ---- | ---- | ---- | ---- | ---- | ---- | ---- | ---- | ---- | ---- | ---- | ---- | ---- | ---- |
| Počet obyvatel | 499  | 535  | 511  | 486  | 456  | 394  | 385  | 313  | 289  | 281  | 216  | 214  | 169  | 199  | 196  |
| Počet domů     | 67   | 70   | 74   | 71   | 72   | 73   | 74   | 87   | 80   | 78   | 69   | 71   | 97   | 109  | 114  |

## Obecní správa
Při sčítání lidu v letech 1850–1960 Hořehledy byly samostatnou obcí, se kterým patřily nejprve do okresu Plzeň, ale v roce 1950 v okrese Blovice. V letech 1961–1985 byly částí obce Těnovice v okrese Plzeň-jih. Od 1. ledna 1986 jsou částí města Spálené Poříčí v okrese Plzeň-jih.

## Pamětihodnosti
- Usedlosti čp. 32 a 37
- Tvrziště Na Zámečku
- Pomník padlých v letech 1914–1918

## Osobnosti
Narodil se zde malíř Josef Hodek starší (1856–1927) i jeho syn Josef Hodek mladší (1888–1973), který se rovněž věnoval výtvarnému umění.